# Time Bandits (TV-serie)
Time Bandits är en amerikansk äventyrs- och komediserie som planeras att ha premiär den 24 juli 2024 på Apple TV+. Serien är skapad av Jemaine Clement, Iain Morris och Taika Waititi och den är baserad på filmen med samma namn från 1981, regisserad av Terry Gilliam.

## Handling
Serien handlar om en resa genom tid och rum och kretsar kring en märklig grupp tjuvar och deras nyaste rekryt: en elvaårig historienörd vid namn Kevin.

## Rollista (i urval)
- Lisa Kudrow – Penelope
- Kal-El Tuck – Kevin
- Charlyne Yi – Judy
- Tadhg Murphy – Alto
- Roger Jean Nsengiyumva – Widgit
- Rune Temte – Bittelig
- Kiera Thompson – Saffron
- Rachel House – Fianna